# L'Étoile de fer
L'Étoile de fer (titre original : The Iron Star) est une nouvelle de science-fiction de Robert Silverberg.
Elle a été proposée au prix Locus de la meilleure nouvelle courte 1988, sans remporter le prix.

## Publications

### Publications aux États-Unis
La nouvelle est parue en 1987 dans l'anthologie The Universe.
Elle a ensuite été régulièrement rééditée dans divers recueils de Robert Silverberg et diverses anthologies.

### Publications en France
La nouvelle est notamment publiée en France en 1992 dans le recueil de Silverberg, Thèbes aux cent portes.
Elle est enfin publiée en avril 2003 dans l'anthologie Voile vers Byzance, avec une traduction de Frédéric Lasaygues ; il y a eu une nouvelle édition en livre de poche chez J'ai lu en décembre 2005 (traduction revue par Pierre-Paul Durastanti). La nouvelle est donc l'une des 124 « meilleures nouvelles » de Silverberg sélectionnées pour l'ensemble de recueils Nouvelles au fil du temps, dont Voile vers Byzance est le troisième tome.

## Résumé
Tom, qui est le narrateur du récit, est le commandant d'un vaisseau spatial humain qui transporte une expédition scientifique. On vient de rencontrer un vaisseau spatial extraterrestre situé non loin de lui. Les deux vaisseaux sont à proximité d'une étoile à neutron, reliquat d'une étoile qui a explosé en supernova il y a environ 400 ans. 
Puis Tom fait un flashback dans son récit et évoque une découverte faite quelques semaines auparavant par l'expédition : à 40 années-lumière de là, les humains avaient découvert une planète complètement anéantie, ses habitants ayant été « grillés » par l’explosion de ladite supernova. Les scientifiques ont été bouleversés de voir que cette planète était habitée par des êtres intelligents qui avaient développé une civilisation tout à fait extraordinaire et raffinée. Ils ont alors décidé d'explorer les environs du reliquat de la supernova, et c'est là qu'ils ont constaté la présence du vaisseau extraterrestre. Après avoir demandé l'autorisation aux autorités terriennes d'entrer en relation avec ce vaisseau, un protocole est mis au point, et un dictionnaire contenant plusieurs milliers de mots, ainsi qu'une grammaire de la langue anglaise, sont envoyés au vaisseau extraterrestre. En fin de compte, les commandants des deux vaisseaux parviennent à communiquer grâce aux ordinateurs ultrapuissants de leurs vaisseaux. 
Tom explique à son homologue extraterrestre qu'il dirige un vaisseau désarmé faisant de la recherche scientifique, et qu'ils sont venus en cet endroit après avoir découvert la civilisation dont il a été question. Les extraterrestres se montrent amicaux et exposent à leur tour la raison de leur présence ici : 400 ans auparavant, leur planète se trouvait dans ce secteur de la galaxie. Leurs scientifiques avaient prévu l'explosion de l'étoile autour de laquelle gravitait leur planète, et ils avaient eu une cinquantaine d'années pour construire des milliers de vaisseaux spatiaux et préparer l'évacuation de la planète. Lorsque l'étoile avait explosé, leur espèce avait déménagé en direction d'un autre système stellaire. Aujourd'hui, ils sont venus voir où se trouvait l'étoile, et sont étonnés de ne rien voir. Le commandant du vaisseau humain leur demande s'ils connaissaient le peuple de la planète détruite à 40 années-lumière. Le commandant alien répond qu'il s'agissait du peuple appelé Garvalekkinon et que les deux planètes entretenaient des liens commerciaux ponctuels. Tom demande pourquoi les citoyens de Garvalekkinon n'ont pas quitté leur planète, compte tenu de la catastrophe stellaire qui s'annonçait. L'alien répond : « Les prévenir ? Pourquoi aurions-nous dû les prévenir ? Nous étions occupés à nos préparatifs. Nous n'avions pas de temps pour eux. Bien sûr les radiations allaient leur être fatales, mais en quoi cela nous concernait-il ? Ils ne nous étaient pas apparentés. Ils n'étaient rien pour nous. » 
Tom est effaré par tant d'égoïsme et d'absence d'empathie, puis se souvient qu'il discute avec un être radicalement différent de lui, qui n'a pas le même système de valeurs. Au cours de la discussion qui suit, Tom apprend aussi avec stupéfaction que les extraterrestres ignorent ce qu'est une étoile à neutron et un trou noir ! Il est vrai que les deux espèces n'ont pas appréhendé l'espace de la même façon. Au moment où les deux vaisseaux vont se séparer, Tom décide d'accomplir un acte terrible : sur un ton badin, il déclare au commandant alien que ce dernier trouvera toutes les réponses à ses questions à l'endroit d'où provient le rayonnement gamma de l'étoile à neutron. L'alien le remercie, et dirige son vaisseau vers l'étoile à neutron, composée essentiellement de fer (d'où le titre de la nouvelle) et exerçant une force gravitationnelle inimaginable sur toute entité s'approchant trop près d'elle. Le vaisseau alien entre dans le champ gravitationnel de l'étoile et, se faisant aspirer, est pulvérisé. 
Tom explique à ses collègues que cette espèce extraterrestre pouvait, compte tenu de son égoïsme absolu, devenir un danger pour l’espèce humaine à moyen ou long terme, et qu'il valait mieux que le vaisseau alien soit désintégré, sans que nul ne sache où se trouvait la Terre. La nouvelle se termine sur ces réflexions de Tom : « Une terrible tragédie, oui, songeais-je. La vaillante mission d'exploration partie à la recherche des vestiges de l’ancien monde de Neuf Sparg était perdue corps et biens. Aucun espoir de les retrouver. Dommage qu'ils n'aient pas su à quel point les trous noirs peuvent être désagréables. Mais pourquoi aurions-nous dû les avertir ? Ils n'étaient rien pour nous. ».